# Türkiye Süper Kupası 2017
La Türkiye Süper Kupası 2017 è stata la quarantaquattresima edizione della Türkiye Süper Kupası. Si è disputata il 6 agosto 2017 tra il Beşiktaş, vincitore della Süper Lig 2016-2017 e il Konyaspor, trionfatore nella Türkiye Kupası 2016-2017.
Ad aggiudicarsi la competizione è stato il Konyaspor, vincitore del trofeo per la prima volta.

## Tabellino
| Arbitro: | Aydınus (Istanbul) |

|           |           |                                |
| Tosun 77’ | Marcatori | 33’ Traoré 90+1’ (rig.) Skubic |